# FemCAT
La Fundació d'Empresaris de Catalunya, més coneguda com a FemCAT, és una fundació privada i independent, constituïda l'any 2004, que reuneix empresaris, directius i professionals amb l'objectiu de promoure el progrés social i econòmic de Catalunya. La seva missió és contribuir a fer de Catalunya un país competitiu, obert al món, emprenedor i innovador, amb cohesió social i sostenibilitat a llarg termini.
FemCAT articula i dona suport a projectes i programes que fomenten la col·laboració entre el teixit empresarial i la societat, amb la finalitat d'impulsar el desenvolupament del país i situar-lo com a referent social i econòmic tant a Europa com a nivell global.
Amb una visió positiva i de futur, la fundació promou la mobilització de la societat civil per assolir aquest objectiu, treballant activament per fer de Catalunya una de les regions més avançades del món.
Entre els anys 2003 i 2004, un grup d’empresaris i directius van iniciar una reflexió sobre el potencial de Catalunya per millorar en l’àmbit econòmic i social. Inspirats en exemples històrics, com els industrials del segle XIX que van impulsar el desenvolupament econòmic de la regió i la burgesia que a mitjan segle XX va fomentar un nou període de creixement, aquestes idees es van concretar en el Manifest de FemCAT, presentat al maig del 2004.
El 12 de gener del 2005, es va constituir oficialment la Fundació Privada d’Empresaris FemCAT amb 23 patrons fundadors. Joaquim Boixareu va ser designat com a primer president i Xavier Cambra com a secretari. El creixement de l’entitat va ser notable, amb la incorporació de 21 nous membres el 2006 i 32 més el 2007, arribant als 89 membres a principis del 2009. Els membres, empresaris i directius de prestigi, van participar activament en el disseny i desenvolupament de les iniciatives. Per mantenir un funcionament eficaç, es va decidir moderar el ritme de creixement, superant els 100 membres l’any 2015.
Des dels seus inicis, FemCAT ha aplicat un sistema de renovació regular dels càrrecs. Joaquim Boixareu va ocupar la presidència del 2005 al 2009, seguit per Josep Mateu (2009-2011), Carles Sumarroca (2011-2013), Miquel Martí (2013-2015), Ramon Carbonell (2015-2016), Pau Relat (2017-2018), Elena Massot (2019-2021), David Marín (2022-2024) i Oriol Guixà i Arderiu (2024 - actualitat). Xavier Cambra, que havia exercit com a Secretari General i assumit responsabilitats executives en els primers anys, va ser substituït per Immaculada Amat a principis del 2016.
A principi de 2017, FemCAT comptava106 integrants dels quals 25 formen part del patronat. Un dels padrins de l'entitat fou el conseller Andreu Mas-Colell. Entre els fundadors de FemCAT hi figuren Ramon Roca, de Ros Roca; José Miarnau, de Comsa; Ramon Carbonell, de Copcisa; Xavier Pujol, de Ficosa; Albert Esteve, dels Laboratoris Esteve; Francisco Reynés, de Criteria; Rosa Clarà, de Rosa Clarà, o Joan Manuel Sanahuja, de Sacresa.
El 26 de març del 2007 la fundació organitzà la jornada Sortim al món que comptà amb la participació de l'exsecretari d'estat dels EUA Colin Powell i Steve Forbes, president del grup Forbes. El 14 de juny del mateix any la fundació signà un acord de col·laboració amb el Parlament de Catalunya amb l'objectiu d'apropar el món empresarial i l'àmbit parlamentari per promoure el coneixement mutu.
El 2014 va ser un dels vint-i-cinc organismes empresarials que van signar el Manifest del Far que dona suport al Pacte Nacional pel Dret a Decidir.

## Presidents
- 2005 - 2008: Joaquim Boixareu, President d'Irestal Group.
- 2009 - 2010: Josep Mateu, President del RACC[8]
- 2011 - 2012: Carles Sumarroca, President d'Agromillora.[9]
- 2013 - 2014: Miquel Martí, President de Moventia.[10]
- 2015 - 2016: Ramon Carbonell,[11]  Conseller Delegat a AUSA.[12]
- 2017 - 2018: Pau Relat i Vidal, Conseller Delegat a MAT Investment Holding.[13]
- 2019 - 2022: Elena Massot, Consellera Delegada a Vertrix.[14]
- 2022 - 2024: David Marín, Conseller Delegat d'Inaccés Geotècnica Vertical[15]
- 2024 - actualitat: Oriol Guixà i Arderiu, President de La Farga Group.[16]

- Patrons d'honor: Joaquim Boixareu, Josep Mateu, Carles Sumarroca, Miquel Martí, Ramon Carbonell, Pau Relat, Elena Massot, David Marín i Andreu Mas-Colell.

## Reconeixement
- El 2014 va rebre el premi Ignasi Pujol a l'emprenedoria del diari Ara.[17][18][19]